# Las Palmas de Ocoa
La Palmas de Ocoa, o también conocido como Calle Chépica es una localidad rural de la Comuna de Hijuelas, dentro de la Región de Valparaíso, se encuentra a 11,5 km de Hijuelas (La ciudad más cercana) y a 7,5 km de Ocoa, esta dentro del valle de Ocoa y es orillada por la Quebrada el Limonal y el Estero Rabuco, al igual que es conectada por la Ruta F-304. Su población es de 366 habitantes según el Instituto Nacional de Estadísticas y es considerada como un Poblado.

## Turismo
Las Palmas de Ocoa cuentan como principal factor turístico su cercanía del Parque Nacional La Campana, que concentra el mayor conjunto de Palmas Chilenas (Jubaea Chilensis), por eso el nombre de la localidad.

## Geografía y Ubicación
El Terreno que compone a Las Palmas de Ocoa está compuesto por mayoritariamente Bosques Nativos y zonas agrícolas, estos son gracias a las cuencas del Estero Rabuco, Quebrada el Limonal, Quebrada Las Palmeras, Quebrada El Litre, y otras Quebradas que dan forma al Parque Nacional y al sector, además del clima templado. Los suelos tienen una erosión nula y ligera respectivamente por las cercanías.
Las Palmas de Ocoa está ubicada a 11,5 km de Hijuelas, a 64,6 km de Santiago de Chile y a 51,6 km de la Conurbación del Gran Valparaíso, y es conectada únicamente por la Ruta F-304, que culmina en Rabuco.

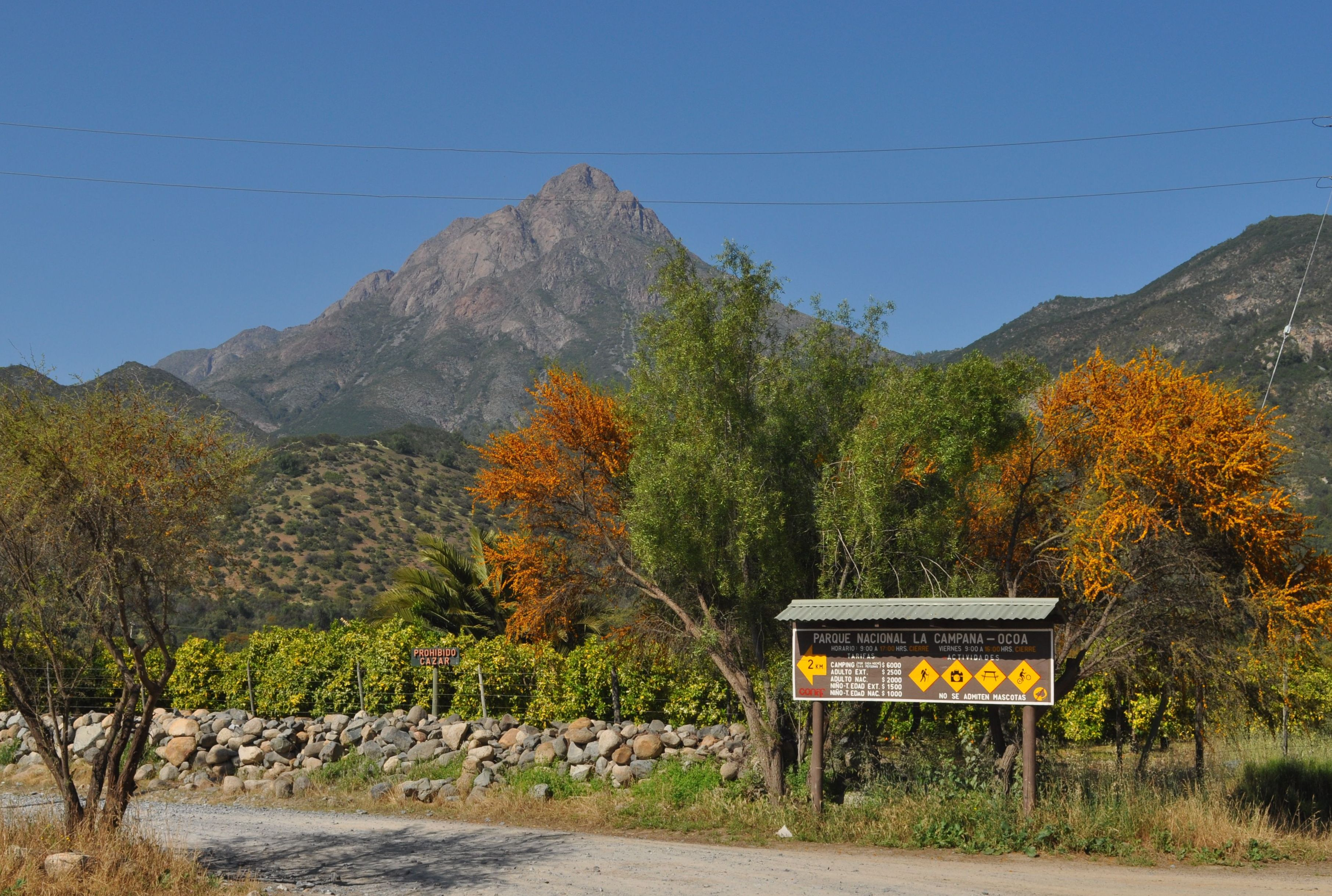
Imagen del Parque nacional la campana - Sector Palmas de Ocoa

## Administración
Las Palmas de Ocoa está administradas por la Municipalidad de Hijuelas y es considerada como un distrito censal al igual que La Febre, El Retiro-Los Pinos, Purehue y La Sombra.

## Demografía
Evolución de la población en Las Palmas de Ocoa (Calle Chépica)
| Gráfica de evolución demográfica de Las Palmas de Ocoa entre 2002 y 2017 |
|                                                                          |
| Fuente: Instituto Nacional de Estadísticas                               |